# Labordia pumila
Labordia pumila là một loài thực vật có hoa trong họ Mã tiền. Loài này được (Hillebr.) Skottsb. mô tả khoa học đầu tiên năm 1936.